# Cranoglanis bouderius
Cranoglanis bouderius är en fiskart som först beskrevs av Richardson, 1846.  Cranoglanis bouderius ingår i släktet Cranoglanis och familjen Cranoglanididae. IUCN kategoriserar arten globalt som sårbar. Inga underarter finns listade i Catalogue of Life.